# کامیلا سوبرگ
کامیلا سوبرگ (دانمارکی: Camilla Søeberg؛ ‏ ۹ ژوئن ۱۹۶۶) بازیگر اهل دانمارک است.
از فیلم‌هایی که وی در آن‌ها نقش داشته است، می‌توان به اروتیک و یک صابون اشاره نمود.